# Universidad Politécnica Territorial de los Altos Mirandinos Cecilio Acosta

Vista de la sede Santa María

La Universidad Politécnica Territorial de los Altos Mirandinos Cecilio Acosta (UPTAMCA) es una universidad pública venezolana.

## Historia
Denominada en sus inicios como Colegio Universitario de la Región Capital Los Teques (CULT), esta institución mantuvo dicha denominación hasta el año 1980, cuando el entonces presidente de Venezuela, Luis Herrera Campins, emitió el Decreto N.º 569, publicado en la *Gaceta Oficial de la República de Venezuela* N.º 31.960, mediante el cual se ordenó imprimir una estampilla con la efigie de Cecilio Acosta y rendirle tributo asignando su nombre a este colegio universitario, en el marco de la conmemoración del centenario de su fallecimiento.
El Colegio Universitario de la Región Capital Los Teques (CULT), como institución adscrita al Ministerio de Educación, fue creado el 23 de noviembre de 1971, a través del Decreto Presidencial N.º 792, publicado en la *Gaceta Oficial* N.º 29.699, de fecha 24 de noviembre de 1971.
Fue inaugurado oficialmente el 7 de octubre de 1972 por el presidente Rafael Caldera. En sus inicios contó con el denominado edificio administrativo, ubicado en la sede central de la calle Alí Primera (antiguamente calle Los Pinos). Posteriormente, en 1975, se añadió el edificio académico, una estructura de diez pisos destinados a aulas, con el objetivo de brindar una mejor formación a sus estudiantes.
Mediante el Decreto N.º 254, publicado en la *Gaceta Oficial* N.º 32.042 de fecha 7 de agosto de 1980, se incorporaron las carreras de Fisioterapia y Terapia Ocupacional. En esa misma década, específicamente en 1986, se dio el cierre de la carrera de Educación, mención Recursos para el Aprendizaje.
La carrera de Enfermería fue incorporada oficialmente al CULT mediante el Decreto N.º 198, publicado en la *Gaceta Oficial* N.º 33.453, de fecha 21 de abril de 1986. Posteriormente, mediante la Resolución N.º 230, de fecha 6 de marzo de 1991, el Ministerio de Educación autorizó impartir la carrera de Informática, lo que dio paso al cierre progresivo de la carrera de Procesamiento Automático de Datos (PAD).
Mediante la Resolución N.º 909, de fecha 19 de julio de 1993, el Ministerio de Educación autorizó la creación de la carrera de Deportes, con menciones en judo, béisbol, levantamiento de pesas, tenis de mesa y fútbol de salón.
De acuerdo con la Ley de Universidades vigente en la época, el objetivo de esta institución era:
“Proporcionar instrucción básica y multidisciplinaria para la formación y capacitación de recursos humanos” y “formar profesionales de nivel superior en áreas prioritarias para el desarrollo de la región, de acuerdo con sus exigencias propias”.
En el marco de la Misión Alma Mater, en marzo de 2014, el colegio fue transformado en la Universidad Politécnica Territorial de los Altos Mirandinos “Cecilio Acosta” (UPTAMCA), mediante el Decreto N.º 827, emitido por el presidente Nicolás Maduro y publicado en la *Gaceta Oficial* N.º 40.373. La institución preservó el epónimo de Cecilio Acosta en honor al ilustre docente, escritor, periodista, abogado, filósofo y humanista venezolano.
Asimismo, por medio de la Resolución N.º 1268, de fecha 25 de julio de 2011, publicada en la *Gaceta Oficial* N.º 39.721, de fecha 26 de julio de 2011, se incorporó el Programa Nacional de Formación en Prevención y Salud en el Trabajo (PNF-PST).

## Organización
El órgano de gobierno de la universidad es el Consejo Universitario, presidido por el Rector e integrado por tres Vicerrectores y el secretario, está integrado por: Prof. Harold Albornoz (rector), Raysa Vásquez (vicerrectora académica), Freddy Vásquez (vicerrector de Asuntos Estudiantiles), Teresa Lozada (vicerrectora de Asuntos Territoriales) y Olga Rodríguez (secretaria) designados por el presidente Nicolás Maduro por medio de la Gaceta Oficial de Venezuela Nº 40.693, publicada el 1º de julio de 2015.

## Carreras
Actualmente oferta las carreras;
| Ciencias de la Educación y Ciencias del Deporte                      | |
| Nombre de la carrera                                                 | Título otorgado                                                                                                   |
| Educación Pre-escolar (Técnica)                                      | Técnico Superior en Educación Preescolar                                                                          |
| Entrenamiento deportivo (Técnica)                                    | Técnico Superior en entrenamiento deportivo                                                                       |
| Ciencias de la Salud                                                 | |
| Nombre de la carrera                                                 | Título otorgado                                                                                                   |
| PNF en Fisioterapia                                                  | Técnico Superior en Fisioterapia Licenciado en Fisioterapia                                                       |
| PNF en Terapia Ocupacional                                           | Técnico Superior Universitario en Terapia Ocupacional Licenciado en Terapia Ocupacional                           |
| PNF en Prevención y Salud en el Trabajo                              | Técnico Superior Universitario en Prevención y Salud en el Trabajo Licenciado en Prevención y Salud en el Trabajo |
| PNF en Enfermería Integral Comunitaria.                              | Técnico Superior Universitario en Enfermería Integral Comunitaria Licenciado en Enfermería Integral Comunitaria   |
| Programas Nacionales de Formación Ofrecidos a través de Misión Sucre | |
| Nombre de la carrera                                                 | Título otorgado                                                                                                   |
| Enfermería                                                           | |
| Ciencias Sociales                                                    | |
| Nombre de la carrera                                                 | Título otorgado                                                                                                   |
| PNF en Administración                                                | Técnico Superior Universitario en Administración Licenciado en Administración                                     |
| Ingeniería, Arquitectura y Tecnología                                | |
| Nombre de la carrera                                                 | Título otorgado                                                                                                   |
| PNF en Informática                                                   | Técnico Superior en Informática Ingeniero en Informática                                                          |
| PNF en Sistemas e Informática                                        | Ingeniero en Sistemas                                                                                             |

## Radio y TV
La Coordinación de Radio está ubicada en la Planta Baja de la sede Central y tiene como objetivo principal establecer un sistema de comunicación para atender los requerimientos de la universidad. Mantiene una producción de audio, coordinando y supervisando las actividades técnicas y operativas, a fin de garantizar el material elaborado para las actividades de docencia, investigación, extensión y difusión.